# KNAW Early Career Award
De KNAW Early Career Award is een wetenschapsprijs die door de Koninklijke Nederlandse Akademie van Wetenschappen wordt toegekend aan personen die vernieuwend en origineel wetenschappelijk onderzoek hebben ontwikkeld. De prijs wordt sinds 2019 toegekend.
Jaarlijks worden er maximaal twaalf awards uitgereikt, met drie awards per KNAW-domein: Gedrags-, Maatschappij- en Rechtswetenschappen; Geesteswetenschappen; Medische, Medisch-Biologische en Gezondheidswetenschappen; en Natuur- en Technische Wetenschappen.
Elke laureaat ontvangt een speciaal ontworpen kunstwerk en een geldbedrag van € 15.000, dat vrij kan worden besteed ter ondersteuning van de eigen onderzoekscarrière. Voor nominatie komen onderzoekers in aanmerking die tussen de drie en zeven jaar geleden zijn gepromoveerd en werkzaam zijn bij een universiteit of onderzoeksinstituut in het Koninkrijk der Nederlanden.